# DragonFly BSD
DragonFly BSD – system operacyjny typu uniksowego, z rodziny BSD, niezależna seria oparta na gałęzi 4.x systemu FreeBSD, zarazem identyfikujący się jako jego logiczna kontynuacja. Powstał w wyniku odmiennych koncepcji rozwoju linii 5.x FreeBSD. Prace nad systemem rozpoczęły się w czerwcu 2003 roku, oficjalna data narodzin: 16 lipca 2003.
Prawidłowa nazwa techniczna DragonFly BSD jednak potocznie stosowane są: DragonFly, DFly, DFBSD słowa DragonFlyBSD, DBSD są błędne. Inicjatorem projektu, zarazem pomysłodawcą jego nazwy, jest Matthew Dillon, znany z napisania kompilatora DICE C dla Amigi. DragonFly BSD posiada maskotkę – ważkę o imieniu Fred (ważka, ang. dragonfly).

## Informacje techniczne
System zgodny z normą POSIX. System plików – FFS, UFS, UFS z rozszerzeniem softupdates, HAMMER. Format binariów – ELF. Jądro – hybryda.
DragonFly tak jak FreeBSD posiada tryb ABI umożliwiający uruchamianie programów skompilowanych dla Linuksa, SCO oraz SVR4 (Solaris). Binaria systemów BSDI, NetBSD, OpenBSD i FreeBSD uruchamiane są natywnie.

## Architektura jądra
Jądro DragonFly jest hybrydą, zawierającą właściwości zarówno jąder monolitycznych jak i mikrojąder, założeniem jest wykorzystanie cech obu tych technologii. Cechy takie jak wymiana komunikatów w mikrojądrze zwiększają możliwość wykorzystania pamięci chronionej, a także zapewniają powodzenie wykonywania pewnych zadań krytycznych dla jądra monolitycznego.
Podsystem wymiany komunikatów rozwijany jest podobnie jak te które istnieją w mikrojądrach takich jak Mach. Działa w trybie współbieżnym lub awspółbieżnym, podsystem korzysta z tej możliwości w celu osiągnięcia jak najlepszej wydajności jaka jest możliwa w zadanej sytuacji.

## Dystrybucja
System darmowy na licencji Open Source. Rozprowadzany na licencji BSD, jako Live CD. Możliwe jest zaktualizowanie systemu FreeBSD, linii 4.x, do DragonFly korzystając z repozytorium CVS. Płytę z systemem można także zakupić. Począwszy od wersji 1.0-RC1 w systemie obecny jest instalator.

## Plany rozwoju
Rozwijany głównie w kierunku prostej w założeniach (modularnej i warstwowej), wydajnej obsługi maszyn wieloprocesorowych oraz implementacji przewidywalnie działającego wątkowania (Light Weight Kernel Threading – LWKT), niezawodności i skalowalności, prostego debugowania w systemach SMP i NUMA oraz klastrach. Planowane jest zaimplementowanie funkcjonalności SSI (silnie zintegrowane klastrowanie). Stworzenie nowego systemu rozprowadzania i aktualizacji aplikacji. Wiele koncepcji rozwoju wywodzi się z AmigaOS.